# Bollmannia ocellata
Bollmannia ocellata е вид бодлоперка от семейство Попчеви (Gobiidae).

## Разпространение и местообитание
Видът е разпространен в Гватемала, Колумбия, Коста Рика, Мексико, Никарагуа, Панама, Салвадор и Хондурас.
Среща се на дълбочина от 10 до 120 m.

## Описание
На дължина достигат до 14 cm.